# يوسف الشريف (كاتب ليبي)
يوسف محمد الأمين الشريف، هو كاتب وأديب ليبي، هو رائد القصة القصيرة في ليبيا والأب الروحي لقصص الأطفال. وعرف أيضًا كإعلامي وصحفي وإذاعي ذو إسهامات كبيرة في مجال الإنتاج البرامجي والصحفي.

## نشأته
ولد في الشهر الأخير من سنة 1938 واختار أن يكون اليوم الخامس والعشرين منه هو يوم مولده في "ودّان" وهي قرية ليبية صغيرة تبعد عن العاصمة طرابلس حوالي 600 كلم، غادرها مع أسرته بعد عامين من مولده واستقر في طرابلس.
نشأ في شارع ترابي صغير "زنقة الباز " وهو من معالم حي فشلوم بمدينة طرابلس، قاطنوه فقراء أو تحت خط الفقر ولا يعرف القراءة منهم إلا نفر قليل ومعظمهم أميون، بيوتهم يضيئونها بالفنار أو بفتيل الزيت وفي البيت الواحد تسكن عائلات بعدد حجراته، في هذا الشارع أمضى سنوات طفولته وصباه وشبابه، وعندما تزوج سنة 1967 انتقل إلى شارع بن عاشور القريب، تلقى تعليمه في مدرسة الظهرة الابتدائية و مدرسة طرابلس الثانوية وفي الجامعة التحق بكلية الآداب وتخصص في علم الاجتماع، يعيش الآن في حي الأندلس من أحياء طرابلس.
التحق بمدرسة الظهرة الابتدائية في سن متأخرة بسبب إصابته بالجدري والتحاقه بالكتّاب أولا كما جرت عليه عادة الأسرة الليبية لإعداد طفلها للمدرسة قبل الالتحاق بها، خلال طفولته دفعته الظروف المعيشية الصعبة التي واجهتها الأسرة للعمل في بيع الصحف كما عمل نادلا في نادي للضباط الإنجليز.
بدأ نشر إنتاجه بقصة قصيرة سنة 1959 وهي السنة التي التحق فيها بكلية الآداب بالجامعة الليبية، يوصف بأنه من جيل الرواد أو ما يسمى بجبل ستينيات القرن العشرين المعروف بمنهجه الاجتماعي في الأدب، ويطلق عليه قراءه ومتابعيه عدة صفات منها " الطفل الكبير" "الحاضر في كل جيل" "الأب الروحي لقصص الأطفال" "المسكون بليبيا".
كان للواقع الاقتصادي المتردي في الشارع الذي أمضى فيه سنوات طفولته وشبابه تأثيره العميق على فكره وعقيدته الثقافية " الثقافة وطن " والسياسية " الدولة المدنية الديمقراطية " وقد وصف ذلك الواقع في سيرة طفولته التي يعمل على استكمالها ونشرها.
عرف القراءة في سن مبكرة من عمره، وهو رجل صنعته القراءة كما يؤكد في أكثر من مناسبة أدبية، شقيقه الأكبر هو الذي قدم له أول كتاب وهو في سن السابعة، كان يقرأ كأنه سمكة في بحر، ومن القراءة التي بدأت بالقصة والرواية ثم تفرعت وتنوعت في مجالات العلوم الإنسانية امتلك ثقافة موسوعية أهلته لأن يكتب في فضاءات أخرى أدبية واجتماعية إلى جانب تخصصه الرئيسي وهو القصة القصيرة والتي كانت منطلقة في ما بعد لكتابة قصص الأطفال ثم التخصص الأشمل في الطفل والطفولة.
حاضر في كل الأجيال منذ نشره لقصته الأولى سنة 1959 ولم يتوقف عندما تجاوز الثمانين من عمره عن الكتابة والمشاركة في المشهد الأدبي عبر أجياله المتعاقبة، وهذا ما جعل منه صديقا متميزا للأدباء والكتاب على اختلاف إنتاجهم وأفكارهم وأعمارهم.
قدم الاستشارة والرعاية والتوجيه للأدباء الشباب ووفر المراجع الأدبية للذين يعدون أطروحاتهم الجامعية الأولى خاصة ما تعلق منها بالطفل والطفولة.
كرس حياته منذ تخرجه من كلية الآداب للقضية الثقافية بكل أطيافها وكان له وجوده الفاعل في مجمل الأنشطة التي توالت على مشهدها ، ثم دخل المشهد الإعلامي وتدرج في مستويات مسؤولياته الوظيفية.
يعتز كثيرا بأنه من الجيل الذي وضع حجر الأساس للعملية التعليمية في جنوب البلاد تحت مسمى مدرس مؤقت سنة 1956، عندما واجهت الدولة خلال السنوات الأولى من استقلالها صعوبة في توفير المعلمين المؤهلين للتعليم في المراحل التعليمية الأساسية، خاصة في المناطق البعيدة عن العاصمة والكثافة السكانية، فاستعانت بتلاميذ السنوات المتقدمة من المرحلة الثانوية في طرابلس لتعيينهم مدرسين مؤقتين في قرى الجنوب وواحاته وكان هو من بينهم، حيث قطع دراسته الثانوية وأمضى العام الدراسي 57/56 معلما بمدرسة ونزريك وهي من قرى منطقة الشاطئ بفزان، عن تجربته هناك أصدر كتابه " الأيام الجنوبية"
بدأ كتابة القصة القصيرة سنة 1959 ونشر أربع مجموعات قصصية، في سنة 1974 نشر أول سلسلة قصصية للأطفال، ثم أوقف نشاطه الأدبي والثقافي على الأطفال والطفولة فالف وترجم القصص والمسلسلات القصصية وكتب الأغاني وأعد برامج الأطفال في الإذاعة المسموعة والمرئية، كما خاض تجربة الكتابة باللغة الإنجليزية، وفي نفس الوقت ظل يكتب ويشارك في الملتقيات والندوات الثقافية خاصة ما تعلق منها بالطفل والطفولة.
أثار منجزه القصصي آراء متضاربة عند القراء والنقاد، فقد أخذ عليه بعضهم غموض نصوصه القصصية بل إنها وصفت بطلاسم يصعب تفكيك رموزها، ويرد على هذا المأخذ بقوله أنه أولا لا يقبل الاستجابة لعقلية قارئ تعود على سرد الحكاية وثانيا إن كل ما كتب من قصص بعد مجموعته الأولى "الجدار" سنة 1965 لم يكن سوى استجابة لمفردات واقع شوهت حياة الناس وجعلتها جحيما، وعندما تغيب الحرية يتشوه الواقع ويفقد البشر اسماءهم وتفقد الاماكن عناوينها، فالزمن واحد لكل الناس والمكان واحد لكل الناس، لا وجود للزمن في ثباته ولا للمكان أيضا، هكذا تغيب القصة ذات الترتيب بدايته ونهايتها، لذلك تخلو قصصه من أسماء أو عناوين شخصياتها، إنهم جميعا محكومون بزمن واحد أفقدهم حريتهم وامنهم وسلامهم على مدى أكثر من أربعين عاما، أو كما عبر عنه ناقد عربي " عالم الكاتب بلا ريب مشحون عنفا مكبوتا ينفجر في كل مرة بتحول الحياة إلى جحيم لا يطاق أو إلى مأساة دامية فالمناخ ثقيل جاثم على النفوس كالكابوس الكريه يخنق الأنفاس "وفي نفس الوقت لا يتردد الكاتب في الاعتراف بأن نصوصه القصصية تفتقد في كثير من الأحيان شروطها الفنية مما دفع أحد أصدقائه لأن يصفها بأنها " مناشير ثورية " وليست قصصا، وما يعزز هذا الوصف ما كان يكتبه جهاز المخابرات من تقارير تكاد تكون دورية عن كتاباته بما فيها قصص الأطفال، وقد اطلع على نماذج منها عقب ثورة 17 فبراير. يكتب بلغة هي من السهل الممتنع، يؤمن بان على الكلمة أن تتجرد من أي " مكياج ' كي تمتلك صدقها وتصل إلى قلب القارئ صافية ونقية. تولى رئاسة مجلة "الفصول الأربعة" وهي ثقافية أصدرتها شهريا رابطة الأدباء والكتاب الليبيين، استطاعت المجلة خلال سنوات صدورها شهرية أن تجمع في فضائها أقلاما ليبية وعربية عديدة لها تميزها في المشهد الثقافي العربي.
يؤمن بالطفولة عقيدة مقدسة واجب الدفاع عنها بكل السبل باعتبارها هي روح الأمة ومستقبلها، ويؤمن بأن الطفل هو الذي يضمن أمن وسلام ورخاء هذا المستقبل ورفاهيته، والتي لا يمكن تحقيقها إلا برؤية مستقبلية وتخطيط علمي مدروس من أولوياته إنشاء وزارة للطفولة وكلية لرياض الأطفال لأنهما شرطان لازمان لتأكيد مصداقية هذا التخطيط وفاعليته في حاضر الطفولة ومستقبلها. يؤمن بأن الثقافة العلمية للأطفال هي السبيل الأكثر جدية وجدوى لخلق جيل للمستقبل الذي نأمل ونتوقع، وبهذا المعنى فهو من المنادين بأن تتولى الدولة عبر مؤسساتها تبني خطة طويلة المدى لترجمة هذه الثقافة من مصادرها المتعددة. يؤمن بضرورة وجود تشريع يجرم الاعتداء البدني والمعنوي على الأطفال ويمنع استغلالهم في العمل دون سن الثامنة عشرة. كتب في الطفولة الدراسات المطولة وألف القصة والمسرحية وترجم في الثقافة العلمية وأعد البرامج الإذاعية والتلفزيونية وشارك في ندوات وملتقيات ومؤتمرات تنشغل بأسئلة الطفولة ومستقبلها. اتصل بالأطفال في مدارسهم وشجعهم على البحث والحوار عن طريق " قاعة البحث " وهي عبارة عن لقاء أسبوعي مع مجموعة من التلاميذ يتبادلون فيه الأدوار والحوار والأسئلة حول موضوع من مناهجهم الدراسية. يرفض تأنيث التعليم في مرحلته الأساسية ويؤمن بأن نجاح العملية التعليمية لا علاقة له بجنس من يتولاها ذكرا أو أنثى، تكونت عنده هذه القناعة بعد متابعات مباشرة بمدارس التعليم الأساسي والابتدائية منها على وجه الخصوص. ضمن مشروعه للطفولة أسس "جمعية طرابلس لكتاب الطفل" وهي جمعية تطوعية تهدف إلى تنظيم وتشجيع ورعاية الانشطة المتصلة بكتاب الطفل ومنها إقامة المعرض السنوي لكتاب الطفل وتنظيم التظاهرات الثقافية بما يساهم في نشر كتاب الطفل على أوسع نطاق. دراسته درس المرحلة الابتدائية بمدرسة الظهرة، والمرحلة الثانوية بمدرسة طرابلس الثانوية بنظام الخمس سنوات بعد الابتدائية، التحق بكلية الآداب بالجامعة الليبية سنة 1959 وتخرج منها سنة 1963 ونال منها شهادته الجامعية الأولى في علم الاجتماع، يصف سنوات دراسته فيها بأنها "سنوات التتوير" التي أثرت كثيرا في مسار حياته الثقافي والسياسي، لأن أبرز المفكرين والفلاسفة من المستنيرين المصريين هم الذين علموه.
عقب تخرجه من كلية الآداب بالجامعة الليبية التحق بالإذاعة الليبية وتولى فيها مسئولية إدارة البرامج والإنتاج ثم الأخبار حتى سنة 1969 عندما كلف بإدارة الإذاعة إلا أنه استقال بعد ستة أسابيع ووقف في الصف المواجه، فقد اكتشف مبكرا أن الديمقراطية لم تكن ضمن مخططات العسكريين الذين استولوا على السلطة. كتب الأحاديث وأعد البرامج الإذاعية مرئية ومسموعة. كتب التمثيليات الإذاعية والمسلسلات.وأعد البرامج الاجتماعية تخصص في كتابة وإعداد برامج المسابقات في التلفزيون. شارك في وضع الخطط والبرامج للإذاعتين. ترأس لجنة البرامج والإنتاج في الإذاعة المسموعة. ترأس وشارك في لجان إجازة النصوص في الإذاعتين.
التحق بدورات خارجية في مجال التصوير والاخراج المرئي. التحق بدورات تدريبية في كتابة السيناريو. كتب السيناريو لأفلام طويلة وقصيرة. ساهم في لجان تطوير العمل الإعلامي. كتب الدراسات في مفهوم العمل الإعلامي. قدم الاستشارة لمؤسسات إعلامية وصحفية. يعتبر من الخبراء الإعلاميين في بلاده. ترأس لجنة القراءة بالمؤسسة العامة للسينما. التحق بدورات تدريبية في مجال العمل الصحفي.
مارس الصحافة كتابة ومسئولية منذ أوائل الستينيات من القرن العشرين. شارك بالكتابة والاستشارة في معظم ما صدر من صحف ومجلات ليبية تعنى بالشأن الصحفي والأدبي. تولى رئاسة تحرير مجلة " أفق " وهي مجلة اقتصادية أصدرتها غرفة التجارة والاقتصاد بمدينة طرابلس وكانت تجربة متميزة أثرت فضاء معارفه. تولى مسئولية المحرر المسؤول لجريدة " مواسم " وهي شهرية أدبية وثقافية صدرت عن جريدة " أويا " ساهم في مجلة " الأمل " بالكتابة والاستشارة منذ أن أصدرتها السيدة خديجة الجهمي سنة 1974. شارك في ملتقيات وندوات خارجية تعنى بالشأن الصحفي. عقب ثورة 17 فبراير سنة 2011 أصدر جريدة "الليبي اليوم " وأوقفها بعد أعداد قليلة منها بسبب غياب التمويل المحايد ورفضه للتمويل المشروط.
تشكل وعيه السياسي في سن مبكرة، كتب المنشورات السياسية مع صديقه الكاتب بشير الهاشمي في ورق الكراسات المدرسية وشارك في المظاهرات المنددة بالاتفاقية البريطانية سنة 1952، لم يحترف السياسة ولم ينظم لحزب سياسي أو يعتنق عقيدة سياسية معينة كما لم يستجب لدعوة بعض الأصدقاء للانضمام لأحد الأحزاب التي كانت تعمل تحت الأرض، لكن تفتح عقله على سلبيات الواقع السياسي والاقتصادي في بلاده خلال سنوات شبابه الأولى جعله يؤمن بضرورة التغيير ويشكل حزبا سياسيا متأثرا بما قرأ عن الأحزاب والمذاهب السياسية و بقراءاته في عيون الأدب العالمي وخاصة ما كان منها عن الزنوج في أمريكا وعن الفقراء والمسحوقين في كتابات دوستويفسكي ومكسيم جوركي وجوجول وتولستوي وتشيخوف وغيرهم، والتي كان يرى فيها تعبيرا مباشرا عن شارعه وشخصياته رغم اختلاف الأسماء، وقد انعكس تأثير هؤلاء الكتاب في ما نشر من قصص قصيرة وما كتب في الإصلاح والتغيير، وفي كل ما كتب ظلت دعوته إنسانية بحثه منحازة في المطلق للمعذبين في الأرض دون تمييز. ساهم في العمل الوطني على مدى سنين طويلة وكتب بأسماء مستعارة، كما كان له نشاطه السياسي بالخارج عبر علاقاته ببعض رموز المعارضة. عقب ثورة 17 فبراير ثم اختياره وزيرا للإعلام، كان يتوقع أن تسهم خبرته الإعلامية الطويلة في خلق جيل جديد من الإعلاميين، إلا أن ما واجهه من مفاسد سياسية وأطماع فئوية دينية وسياسية دفعته لتقديم استقالته بعد أشهر معدودة.
1. الجدار (قصص قصيرة).
2. الأقدام العارية (قصص قصيرة).
3. ضمير الغائب (قصص قصيرة).
4. هذا كل شيء (قصص قصيرة).
5. دراسات في الطفولة (الكتاب الأول).
6. دراسات في الطفولة (الكتاب الثاني).
7. دراسات في الطفولة (الكتاب الثالث).
8. الأيام الجنوبية.
9. الخلاصة: أسئلة وكلمات.

### الإرث والتأثير
ترك يوسف الشريف إرثًا أدبيًا وثقافيًا كبيرًا. يُعتبر من رواد القصة القصيرة في ليبيا، وأحد أبرز المساهمين في أدب الطفل العربي. ساهم في تطوير المشهد الثقافي والإعلامي الليبي، وترك بصمة واضحة في نفوس القراء والأجيال الشابة.

## جوائز
- فازت قصته «الجدار» بجائزة الفنون والآداب الليبية عام 1968م.